# 瓜亚瓜亚雷
瓜亚瓜亚雷（英語：Guayaguayare）是加勒比海岛国特立尼达和多巴哥特立尼达岛最东南部的一座村庄，行政上由马亚罗-里奥克拉罗地区（原马亚罗郡）管辖。
该地主体上是一个小渔村，但也有主要的石油工业的作用。